# التحرش الجنسي في ماليزيا
في ماليزيا، يعتبر التحرش الجنسي، كما عرفه قانون التوظيف لعام 1955، «أي سلوك غير مرغوب فيه ذو طبيعة جنسية، سواء كان لفظيًا أو غير لفظي، أو بصريًا، أو إيمائيًا، أو جسديًا، موجهًا إلى شخص اعتبره الآخر مهين أو مذل أو يهدد سلامته». لا يميز القانون بين الذكر والأنثى أو صاحب العمل والموظف. وعلى هذا النحو، يمكن أن يُرتكب التحرش الجنسي من قبل أنثى ضد ذكر، أو موظف ضد صاحب عمل.
شوهدت أقدم حالات التحرش الجنسي المسجلة في مكان العمل، أو سوء سلوك صاحب العمل تجاه موظف منذ عام 1939، في الوقت الذي كانت فيه ماليزيا لا تزال مالايا تحت الحكم الاستعماري البريطاني. في عام 1941، نظم اتحاد كلانج الهندي سلسلة من الإضرابات وكجزء من مطالبهم، إدانة التحرش بالنساء العاملات من قبل الأوروبيين و «الأوروبيين السود» وطالبوا بإنهاء مثل هذا السلوك. في عام 1950، أضرب 106 من النساء والرجال من جامعي المطاط من ولاية بانافان كاروبيا في فيرق ضد التحرش الجنسي.

## انتشار التحرش الجنسي
على الرغم من أن التحرش الجنسي يحدث لكل من الرجال والنساء، إلا أن غالبًا ما تكون الضحايا من النساء، لا سيما في الظروف والمواقع التي يكون فيها «النظام الأبوي متأصل بشكل عميق كقيمة ثقافية، ولا يرى الرجال أي خطأ في التحرش الجنسي بالنساء». يتماشى هذا مع الإحصائيات الصادرة عن الشرطة الملكية الماليزية (بّي دي آر إم) بين عامي 2013 و 2017، حيث أنه من بين 1,218 حالة تحرش جنسي أُبلغ عنها، تضمنت 79 بالمئة ضحايا من النساء بينما شملت 21 بالمئة ضحايا من الذكور.
في عام 1987، أجرى قسم النساء في مؤتمر نقابات العمال الماليزيين (إم تي يو سي) أول مسح معروف عن التحرش الجنسي في البلاد. وذكرت أن 11 من 90 بالمئة من المستجوبات تعرضن للتحرش الجنسي في مكان العمل. ومع ذلك، كان لهذا المسح عيبان رئيسيان، وحُكم على النتائج على أنها «غير حاسمة وليست ذات فائدة كبيرة». في عام 2001، استشهدت منظمة العمل الدولية (آي إل أو» بدراسة استقصائية لإدارتين حكوميتين في بينانغ وبيرليس في ماليزيا، ووجدتا أن 83 في المئة و 88 في المئة من المستجيبات قد تعرضن لشكل من أشكال التحرش الجنسي.
هناك نقص في الإحصاءات الرسمية المحيطة بالتحرش الجنسي في ماليزيا. ردًا على ذلك، أُطلق استطلاع يوجوف الشامل لعام 2019 لمعرفة مدى انتشار المشكلة. وتعرضت أكثر من ثلث أو 36 في المئة من النساء الماليزيات للتحرش الجنسي، مقارنة بواحد من كل ستة رجال (17 في المائة). وشمل الاستطلاع 1002 ماليزي، ومن بين أولئك الذين تعرضوا للتحرش، أبلغ نصفهم فقط (53 في المائة) أو أخبروا شخصًا ما عما تعرضن له. أكثر أشكال التحرش الجنسي شيوعًا التي تتعرض لها النساء الماليزيات هو الاعتداء الجنسي (59 بالمئة)، يليه التعليقات اللفظية ذات الطبيعة الجنسية (48 بالمئة)، والتعري (29 بالمئة)، والتصوير الفوتوغرافي أو الفيديو الجنسي غير المرغوب فيه (20 بالمئة).